# Neomarica capitellata
Neomarica capitellata är en irisväxtart som först beskrevs av Pierfelice Ravenna, och fick sitt nu gällande namn av Chukr. Neomarica capitellata ingår i släktet Neomarica och familjen irisväxter. Inga underarter finns listade i Catalogue of Life.